# Grindelwald
Grindelwald is een gemeente in het district Interlaken-Oberhasli in het kanton Bern in Zwitserland. De gemeente telt 3.768 inwoners.
Grindelwald ligt in het Lütschental tussen de Eiger, Wetterhorn, Fiescherwand en Faulhorn. Het staat bekend als gletsjerdorp doordat twee gletsjers, de Untere en de Obere Grindelwaldgletscher vroeger tot in het dorp reikten.
Vanuit het dorp kan de trein genomen worden via Kleine Scheidegg naar station Jungfraujoch, het hoogste treinstation van Europa, met respectievelijk de Wengernalpbahn en de Jungfraubahn en met de Berner Oberland-Bahnen naar Station Interlaken Ost. Door de nabijheid van het Berner Oberland is het een belangrijke plaats voor bergsporters, in het bijzonder voor de beklimming van de noordwand van de Eiger.

## Skigebieden
Vanaf het dorp zijn er twee skigebieden bereikbaar per kabelbaan. Het grootste gebied is het Männlichen-gebied vernoemd, naar de vlakte aan de top. Met de gondel is deze vlakte in een half uur te bereiken. Vanaf deze berg is via een paar skiliften onder andere Kleine Scheidegg en Wengen te bereiken. Het andere gebied is First. Ook naar dit gebied is een gondelverbinding die ongeveer een half uur duurt. Beide kabelbanen zijn ook in de zomer open voor wandelaars.

## De "Pisten-Funi"
Vanaf de jaren 30 beschikte Grindelwald over een speciaal vervoermiddel voor wintersporters naar het skigebied: de Funi, afkorting voor Funiculaire of Sledebaan. Net als bij een normale lift gingen twee gondels de berg op dan wel af, alleen niet op spoor maar op sneeuw. De “Funi” van Grindelwald werd in 1995 als laatste van haar soort gesloten.

## Informatie wintersportgebied Grindelwald
Het skigebied Jungfrauregion ligt tussen de 1030 en 2970 meter hoogte en verbindt de plaatsen Wengen, Grindelwald, Mürren en Lauterbrunnen. Er zijn 40 liften (3 tandradbanen, 3 kabelbanen, twee gondelbanen, veertien stoeltjesliften en zeventien sleepliften) en het skigebied kent 182 kilometer piste (59 km blauw, 94 km rood en 29 km zwart).

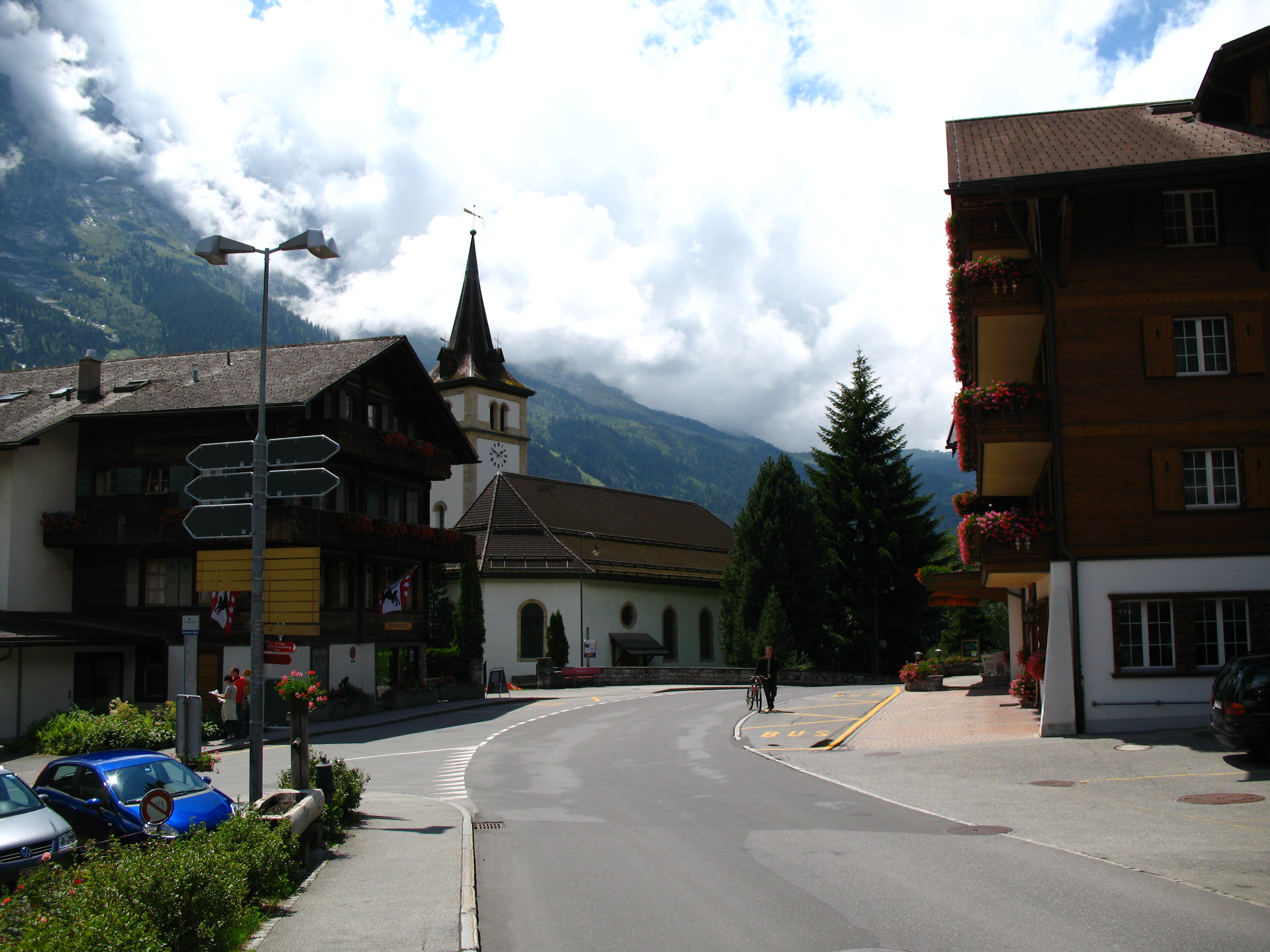
Grindelwald

 Een typische uitvinding van begin 20ste eeuw is de fietsslee ofwel velo-gemel. Gemel is het lokale woord voor slee. De sleeën worden nog steeds exclusief door nakomelingen van uitvinder Bühlmann geproduceerd.

## Geboren
- Erna Steuri (1917-2001), alpineskiester
- Rosmarie Bleuer (1926-), alpineskiester en olympisch deelneemster

## Overleden
- Erna Steuri (1917-2001), alpineskiester
- Hedy Schlunegger (1923-2003), alpineskiester